# Théâtre municipal de Fontainebleau
Le théâtre municipal de Fontainebleau est un théâtre situé à Fontainebleau, en Seine-et-Marne, en France. Il est inscrit aux monuments historiques depuis 1991.

## Situation et accès
L'édifice est situé dans le centre-ville de Fontainebleau, entre la rue Denecourt, la rue Richelieu et la rue Ferrare.
Son accès principal s'effectue depuis l'esplanade de la rue Denecourt, l'accès plus direct à la billetterie et l'entrée des artistes sont situés au niveau de la rue Richelieu et un accès technique se trouve à l'arrière, depuis la rue de Ferrare.

## Histoire

### Construction et inauguration
Le Théâtre municipal est construit en 1905. Il est inauguré le 9 mars 1912 avec une représentation d'opéra-comique et au vu du succès de la soirée, une autre représentation est organisée le 9 mars.

### Première Guerre mondiale
Compte tenu de la guerre, le théâtre ferme à partir de l'été 1914 et est occupé par les autorités militaires. Il ne rouvrira qu'en février 1918.

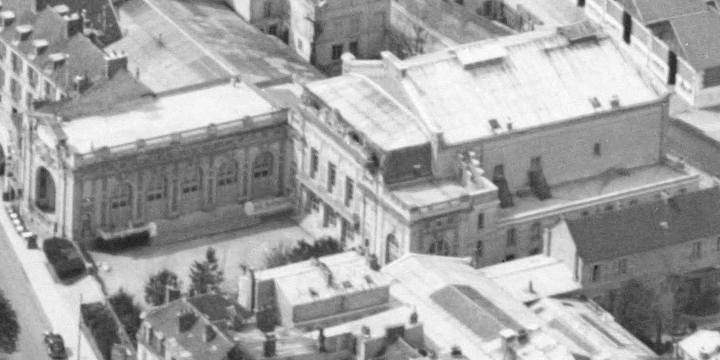
Vue aérienne du théâtre, en avril 1935.

### Restaurations
En 1991, la Ville de Fontainebleau entreprend un grand chantier de restauration de l'ensemble de l'édifice. Une autre restauration est engagée en 2011.

## Structure
Ce théâtre à l'italienne est dans le style Louis XIII et allie la brique et la pierre dans ses façades.
Le bâtiment se compose de plusieurs ensembles dont la salle de théâtre curviligne et d'une salle de réception dans lesquels peuvent être organisées diverses manifestations.

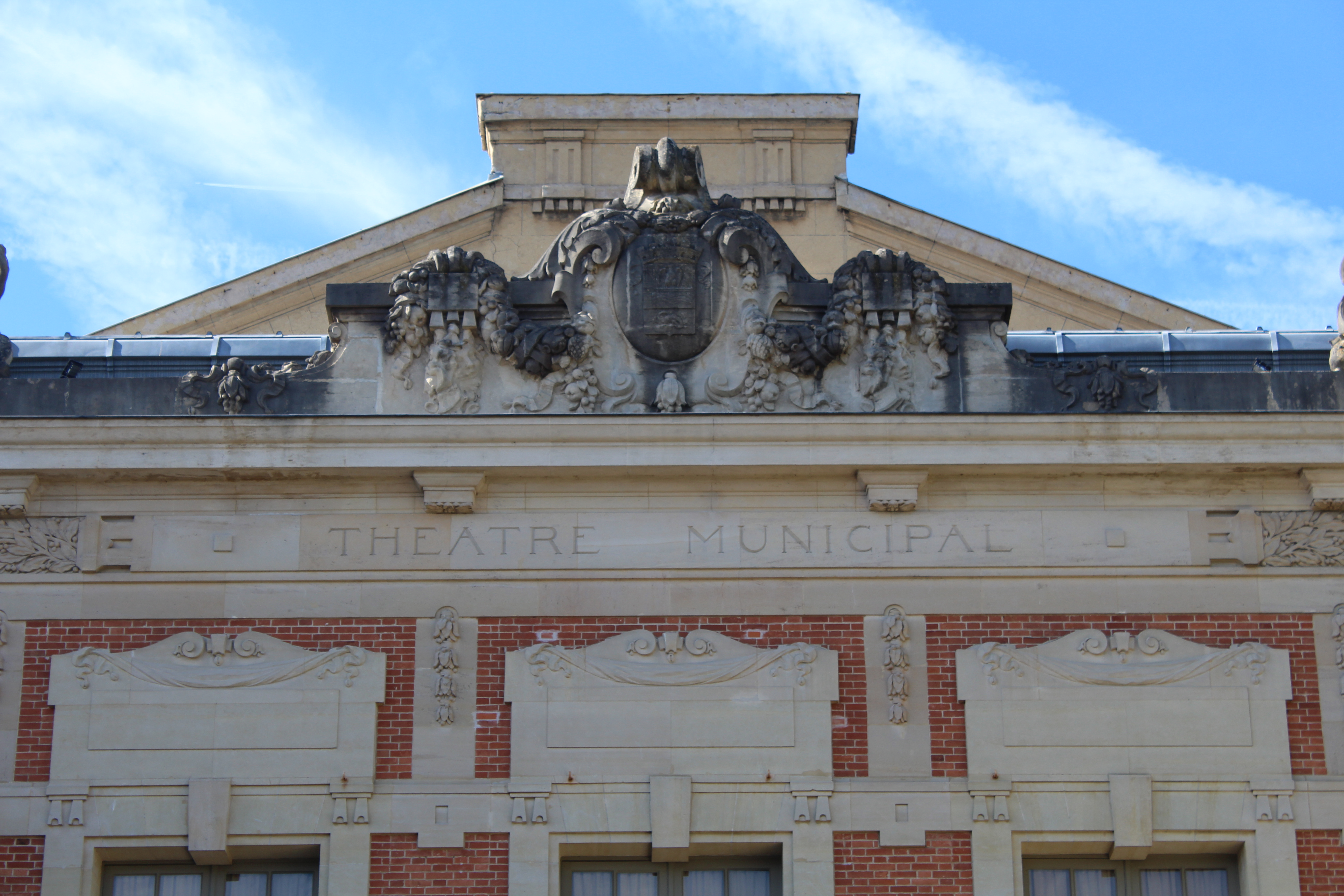
Détail de la façade avec l'inscription « Théâtre municipal »
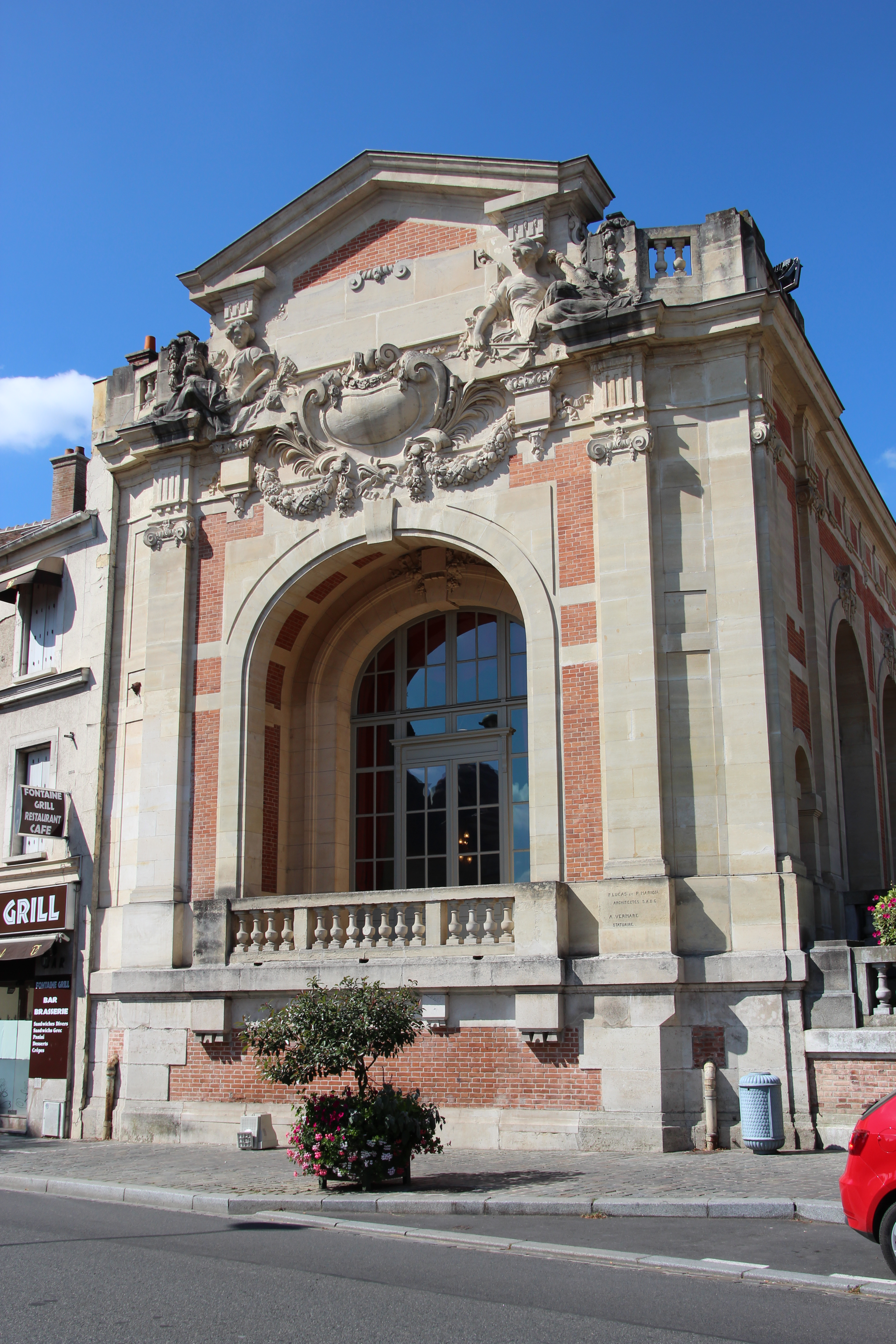
Façade de la salle du théâtre où figure l'épigraphe des architectes
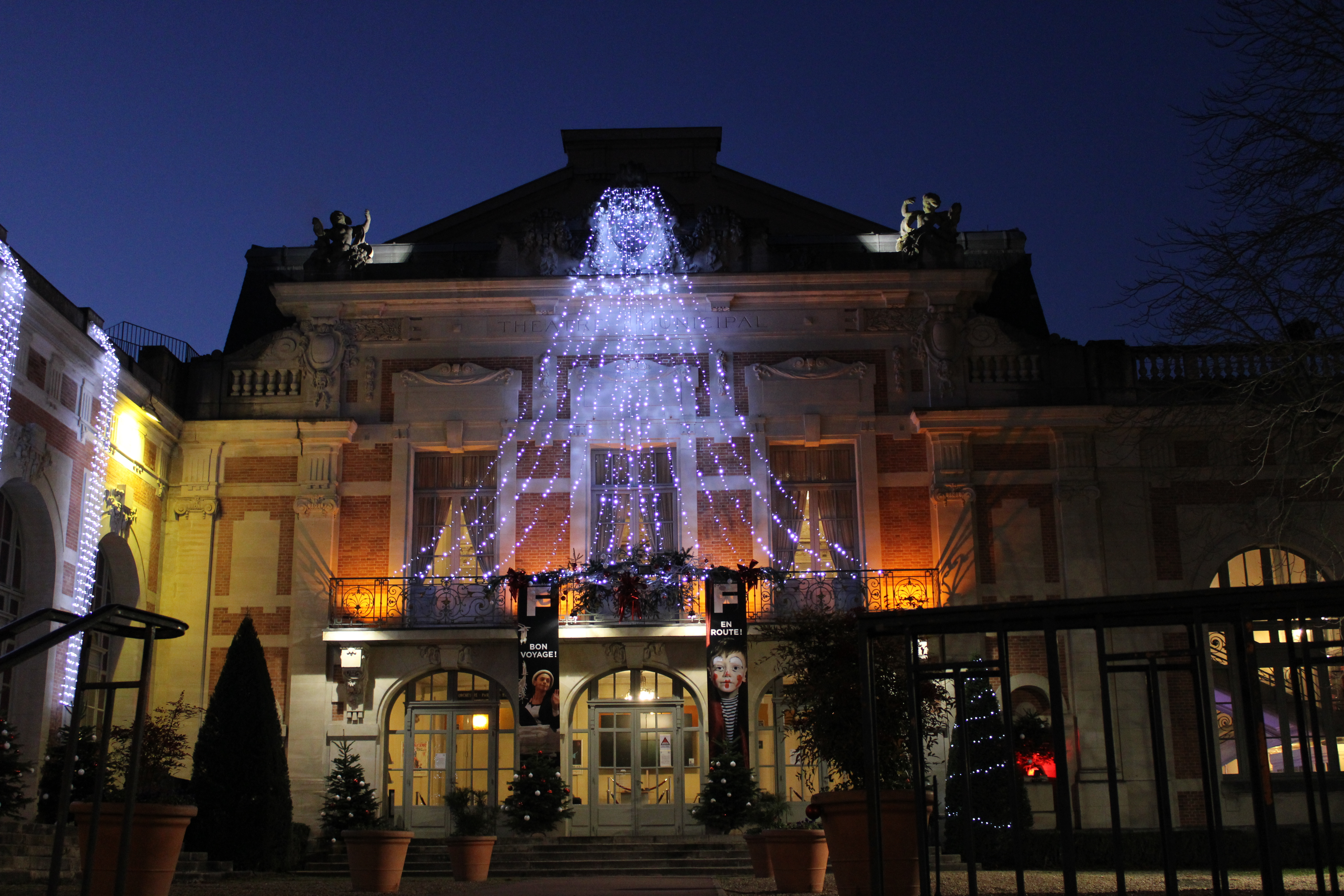
Décorations des façades en décembre 2019
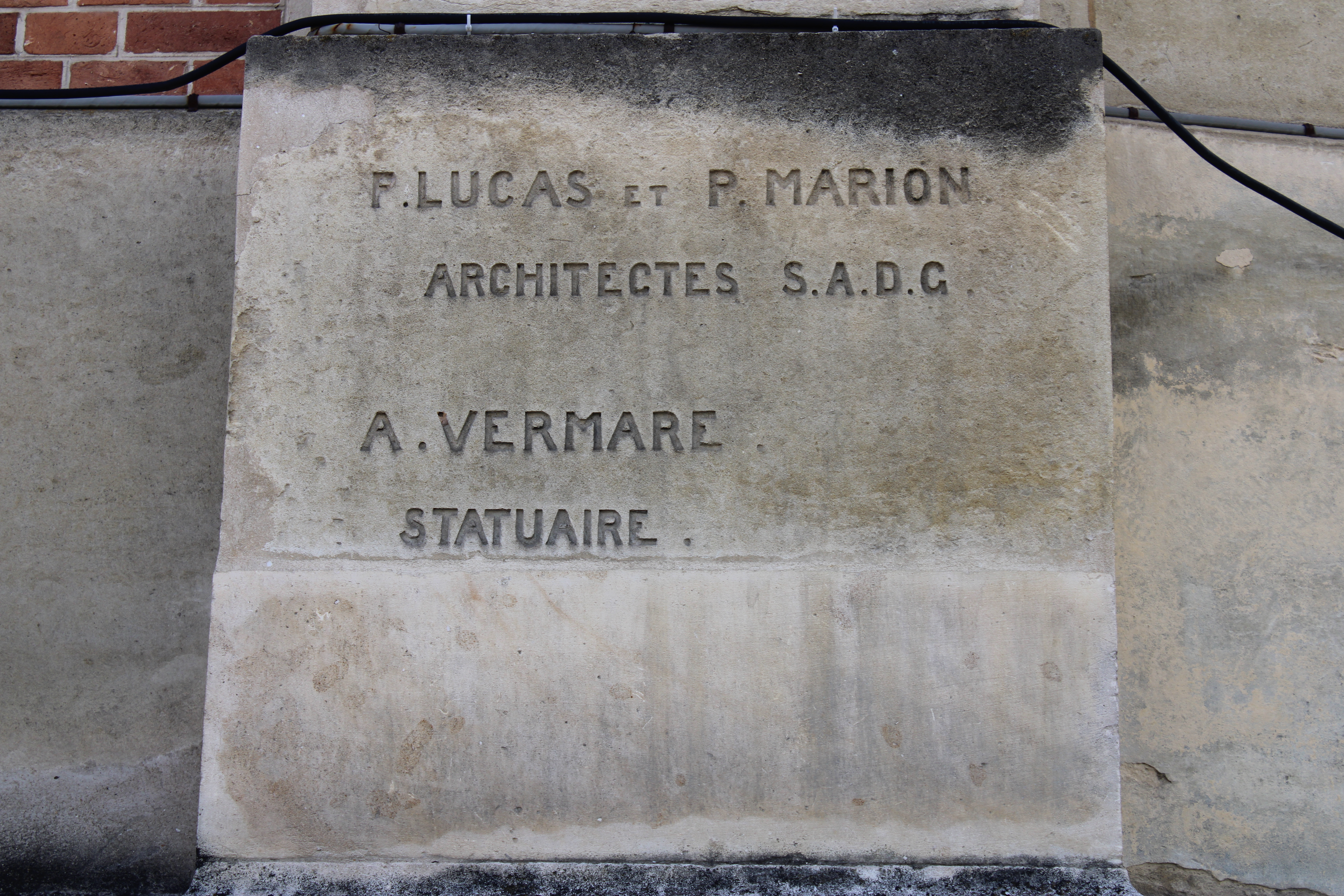
Épigraphe des architectes sur la façade de la salle des fêtes

## Statut patrimonial et juridique
Le théâtre, l'esplanade qui le précède et la salle de bal font l'objet d'une inscription au titre des monuments historiques par arrêté du 23 avril 1991, en tant que propriété de la commune.

## Événements
- Festival Série Series, créé en 2012 et se déroulant en été